# Asian Le Mans Series 2019-20
Asian Le Mans Series 2019-20 är den åttonde säsongen av den asiatiska långdistansserien för sportvagnar och GT-bilar, Asian Le Mans Series. Säsongen omfattar fyra deltävlingar som körs under vintern 2019/2020.

## Tävlingskalender
| Datum            | Bana                           | Segrare LMP2 – Team                           | Segrare LMP2 Am – Team                     | Segrare LMP3 - Team                                  | Segrare GT – Team                           |
| Datum            | Bana                           | Segrare LMP2 – Förare                         | Segrare LMP2 Am – Förare                   | Segrare LMP3 - Förare                                | Segrare GT – Förare                         |
| ---------------- | ------------------------------ | --------------------------------------------- | ------------------------------------------ | ---------------------------------------------------- | ------------------------------------------- |
| 24 november 2019 | Shanghai International Circuit | G-Drive Racing with Algarve                   | RLR MSport                                 | Inter Europol Competition                            | D'station Racing AMR                        |
| 24 november 2019 | Shanghai International Circuit | James French Léonard Hoogenboom Roman Rusinov | John Farano Andrew Higgins Arjun Maini     | Martin Hippe Nigel Moore                             | Tomonobu Fujii Ross Gunn Satoshi Hoshino    |
| 12 januari 2020  | The Bend Motorsport Park       | G-Drive Racing with Algarve                   | Rick Ware Racing                           | Nielsen Racing                                       | Car Guy Racing                              |
| 12 januari 2020  | The Bend Motorsport Park       | James French Léonard Hoogenboom Roman Rusinov | Gustas Grinbergas Cody Ware                | Colin Noble Tony Wells                               | Kei Cozzolino Takeshi Kimura Côme Ledogar   |
| 15 februari 2020 | Sepang International Circuit   | Thunderhead Carlin Racing                     | Rick Ware Racing                           | Graff Racing                                         | Team JLOC                                   |
| 15 februari 2020 | Sepang International Circuit   | Ben Barnicoat Jack Manchester Harry Tincknell | Gustas Grinbergas Cody Ware                | David Droux Sébastien Page Eric Trouillet            | Takashi Kogure Yuya Motojima Yusaku Shibata |
| 23 februari 2020 | Chang International Circuit    | Thunderhead Carlin Racing                     | Rick Ware Racing                           | ACE1 Villorba Corse                                  | HubAuto Corsa                               |
| 23 februari 2020 | Chang International Circuit    | Ben Barnicoat Jack Manchester Harry Tincknell | Philippe Mulacek Guy Cosmo Anthony Lazzaro | Alessandro Bressan David Fumanelli Gabriele Lancieri | Marcos Gomes Tim Slade Liam Talbot          |

## Slutställning
| Klass   | Förare                                        | Team                        |
| ------- | --------------------------------------------- | --------------------------- |
| LMP2    | James French Léonard Hoogenboom Roman Rusinov | G-Drive Racing with Algarve |
| LMP2 Am | Cody Ware                                     | Rick Ware Racing            |
| LMP3    | Colin Noble Tony Wells                        | Nielsen Racing              |
| GT      | Marcos Gomes                                  | HubAuto Corsa               |